# SNCAC NC.4-10
SNCAC NC.4-10 là một loại thủy phi cơ ném bom ngư lôi/ném bom chế tạo ở Pháp vào cuối thập niên 1930.

## Tính năng kỹ chiến thuật
Dữ liệu lấy từ Les avions Farman p.230
Đặc tính tổng quan
- Kíp lái: 4/5
- Chiều dài: 17,70 m (58 ft 1 in)
- Sải cánh: 26,80 m (87 ft 11 in)
- Chiều cao: 6,80 m (22 ft 4 in)
- Diện tích cánh: 89,00 m2 (958,0 foot vuông)
- Trọng lượng rỗng: 8.170 kg (18.012 lb)
- Trọng lượng có tải: 11.980 kg (26.411 lb)
- Động cơ: 2 × Gnome-Rhône 14Knrs/ors , 660 kW (890 hp)  mỗi chiếc

Hiệu suất bay
- Vận tốc cực đại: 326 km/h (203 mph; 176 kn)
- Tầm bay: 2.000 km (1.243 mi; 1.080 nmi)
- Trần bay: 5.800 m (19.029 ft)

Vũ khí trang bị

- 3× vị trí có súng máy
- 1× pháo Hispano
- 2×ngư lôi hoặc 5× quả bom 225 kg hoặc 3×"đạn hạng nặng" 410 kg